# Ensign (Kansas)
Ensign é uma cidade localizada no estado americano de Kansas, no Condado de Gray.

## Demografia
Segundo o censo americano de 2000, a sua população era de 203 habitantes.
Em 2006, foi estimada uma população de 198, um decréscimo de 5 (-2.5%).

## Geografia
De acordo com o United States Census Bureau tem uma área de
0,7 km², dos quais 0,7 km² cobertos por terra e 0,0 km² cobertos por água. Ensign localiza-se a aproximadamente 829 m acima do nível do mar.

## Localidades na vizinhança
O diagrama seguinte representa as localidades num raio de 32 km ao redor de Ensign.